# Abdies
Abdies (grec antic: Ἀβδίας, Abdías; llatí: Abdias) va ser un profeta i escriptor jueu. Se'l considera l'autor del Llibre d'Abdies.
Va ser el quart dels dotze profetes menors. La Bíblia no dona informació sobre la naixença, la vida i mort d'aquest personatge. Sant Jeroni parla sobre la seva sepultura, que era a Samaria, on va ser vist per santa Paula. Abdies va escriure un únic capítol contra els idumeus. Molts autors el confonien amb l'Abdies majordom de la casa d'Acab; si fos així, Abdies hauria viscut cent anys abans de la resta de profetes dels que es conserven escrits. Sembla cert que va viure un temps en captivitat a Babilònia, a la mateixa època que Jeremies, car es queixa de les grans matances i altres delictes dels idumeus contra els jueus, els quals havien fugit dels seus enemics a la presa de Jerusalem i anaven errants d'una banda a una altra. Aleshores els idumeus, units amb els enemics dels jueus, els perseguien i en feien matances. Per aquest motiu prediu Abdies que els idumeus seran severament castigats, que serviran d'exemple a la resta de nacions i seran dissipats com a poble, que Jerusalem serà reedificada i que el mont Sió tornaria a veure restablerta la seva antiga santedat i religió, passaria, doncs, la casa d'Israel a ser la dominant. En alguns passatges imita l'estil de Jeremies, i copia fins i tot les mateixes paraules. Se suposa que les amenaces d'Abdies contra els idumeus, van ser en part dutes a terme per Nabucodonosor, qui en el cinquè any de la presa de Jerusalem, va envair amb les seves tropes les províncies limítrofes a Judea. Les demés amenaces es van complir en temps dels macabeus, quan els idumeus van quedar sota el domini jueu.